# Austin Motor Company
Austin Motor Company Limited — англійський виробник автомобілів, заснований у 1905 році Гербертом Остіном у Лонгбриджі. У 1952 році вона була об'єднана з Morris Motors Limited у нову холдингову компанію British Motor Corporation (BMC) Limited, зберігаючи свою окрему ідентичність. Марка Austin використовувалася до 1987 року.  Нині товарний знак належить китайській фірмі SAIC Motor: отримала його від збанкрутілої дочірньої компанії Nanjing Automotive, яка придбала її разом з MG Rover Group у липні 2005 року.

## Історія

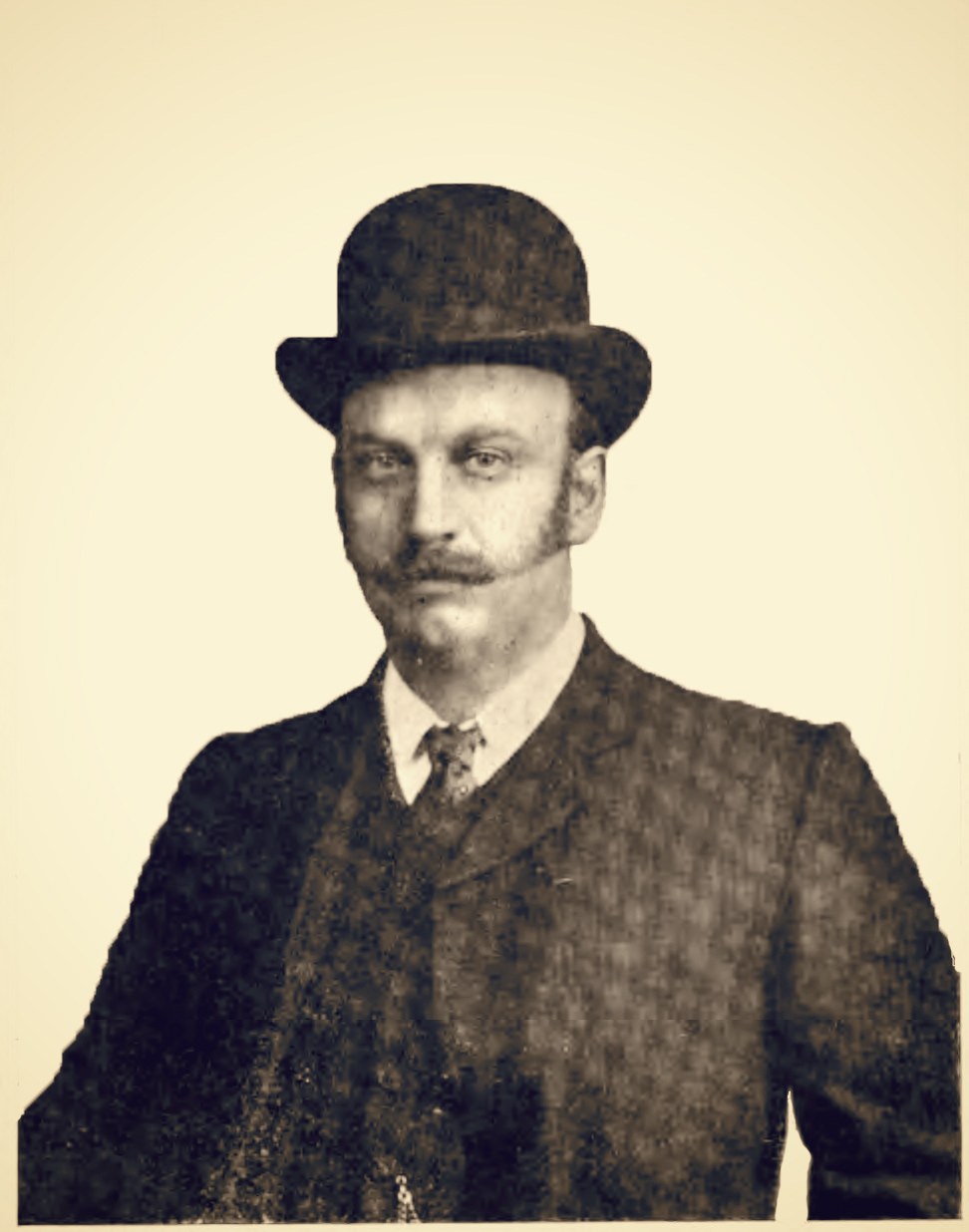
Герберт Остін 1905
«Містер Остін починає нові роботи, де він буде виробляти Austin Cars в Лонгбрідж, поблизу Бірмінгема»

### 1905—1918: Становлення і розвиток
Керуючи початковим бізнесом Wolseley, продажі якого були дуже циклічними, Герберт Остін шукав продукти зі сталим попитом. Починаючи з 1895 року, він побудував три машини у вільний час. Вони були одними з перших британських автомобілів. Третя машина, чотириколісна, була закінчена в 1899 році. До 1901 року його колеги-директори не бачили майбутнього прибутку в автомобілях, тому з їхнього благословення та підтримки братів Вікерс Остін відкрив окремий бізнес з виробництва автомобілів, який все ще використовував назву Wolseley.
У 1905 році він посварився з Томасом і Альбертом Вікерсом через дизайн двигуна. Залишивши своє творіння Wolseley, яке він зробив найбільшим у Британії виробником автомобілів, Остін заручився підтримкою сталеливарного магната Френка Кайзера для свого власного підприємства. Кайзер надавав кошти через іпотеку та позики, боргові зобов'язання та гарантії банку Midland, що дозволяло Остіну фактично повністю володіти власним бізнесом за рахунок особистих заощаджень. Додаткову допомогу надав власник патенту Dunlop Харві дю Кро. Однак великий суперник Остіна Вільям Морріс зміг увійти в саму галузь (спершу він займався ремонтом автомобілів), трохи пізніше фінансуючи свою діяльність повністю з власних коштів.
У новому дизайні Остіна було помітно дві речі. Він розлучився з братами Вікерс, тому що відмовився використовувати в автомобілях Wolseley більш звичайний на той час вертикальний двигун. Його новий автомобіль мав вертикальний двигун і в усіх деталях, крім незначних, був ідентичний англійським Clément-Gladiators, зібраним на тому ж заводі.

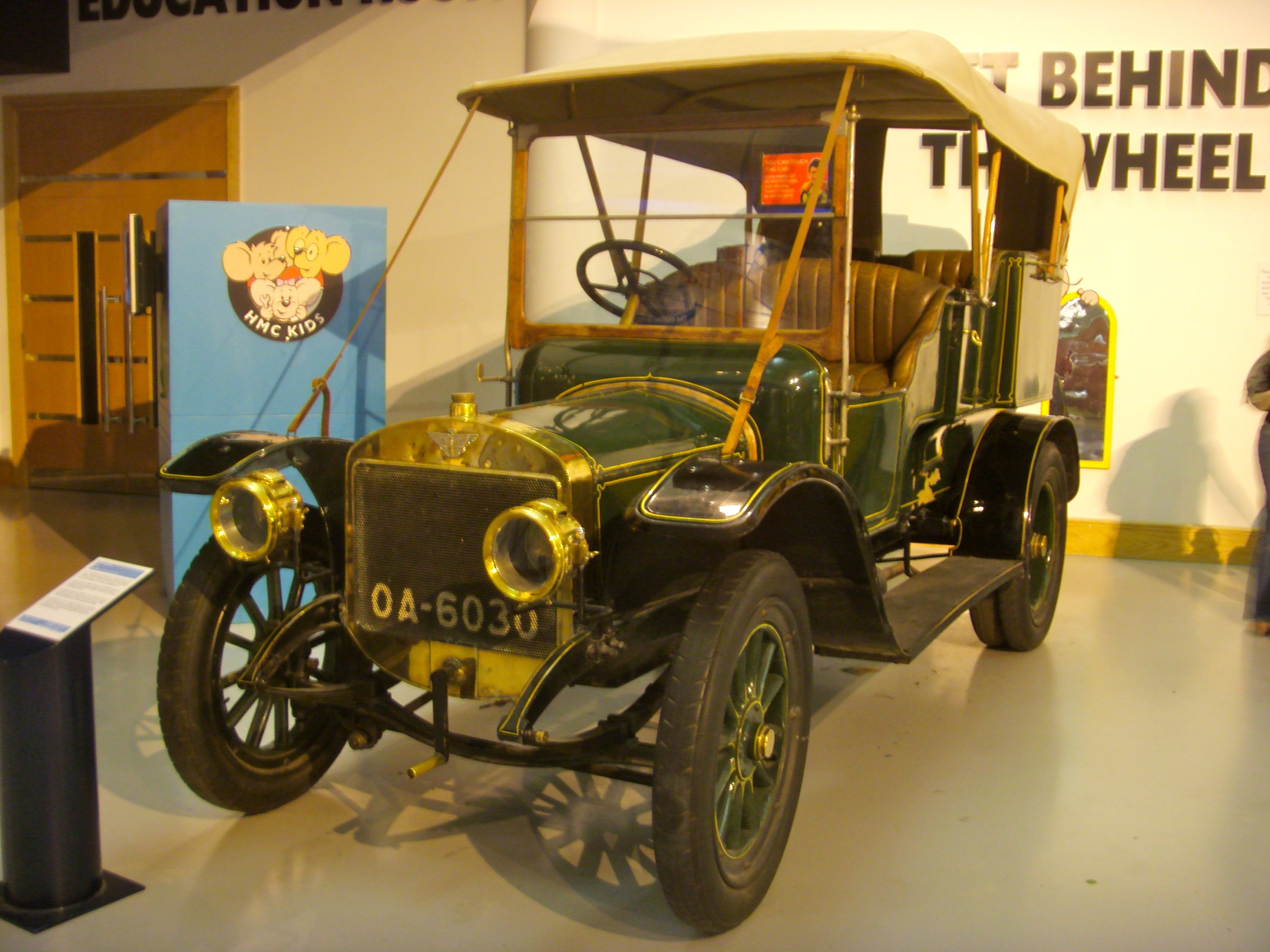
1907 30 к.с

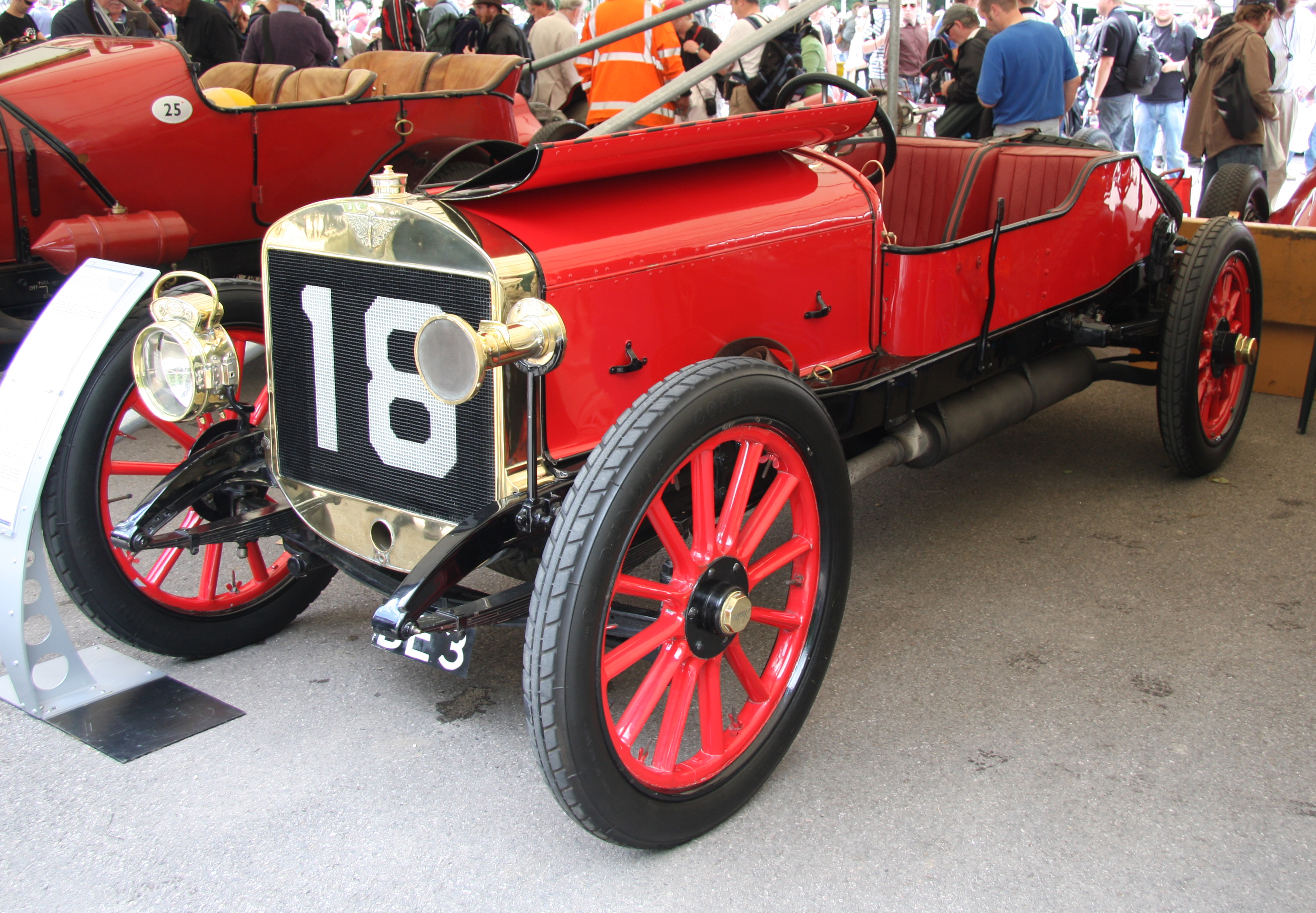
1908 100 к.с Гоночний автомобіль Гран-Прі

У 1906 році знадобилося подальше вливання капіталу, і Вільям Гарві Дю Кро (1846—1918) приєднався до ради директорів. Після цього Харві Дю Кро молодший із Swift Cycle Co та Остін мали приблизно половину звичайного капіталу. Герберт Остін залишився головою та керуючим директором.
Автомобілі Остіна, як і автомобілі Волслі, були розкішними. Опублікований список клієнтів включав російських великих князів, принцес, єпископів, високопосадовців іспанського уряду та довгий список вищої знаті Великої Британії.
|               | 1906 рік | 1907 рік | 1908 рік | 1909 рік | 1910 рік | 1911 рік | 1912 рік | 1913 рік |
| ------------- | -------- | -------- | -------- | -------- | -------- | -------- | -------- | -------- |
| Товарообіг    | 14,771   | 84 930   | 119,744  | 169,821  | 209 048  | 276,195  | 354,209  | 425,641  |
| Автомобілі    | 31       | 180      | 218      |          |          |          | 1,107    | 1500     |
| Співробітники |          | 270      |          |          |          | 1500     | 1800     | 2300     |

У лютому 1914 року вироблені в Остіні кузови в стилях турер, лімузин, ландолет і купе могли бути забезпечені двигунами 15, 20, 30 і 60. к.с. Також були надані машини швидкої допомоги та комерційні автомобілі.
Остін став публічною компанією в 1914 році, коли капітал був збільшений до 650 000 фунтів стерлінгів. У той час за кількістю вироблених автомобілів він, ймовірно, займав п'яте місце після Wolseley (все ще найбільший), Humber, Sunbeam і Rover.
Austin Motor Co. надзвичайно зросла під час Першої світової війни, виконуючи державні контракти на літаки, снаряди, важкі гармати та генераторні установки та 1600 тритонних вантажівок, більшість з яких було відправлено до Росії. Чисельність робочої сили зросла з приблизно 2500 до 22000.

### 1919—1939: міжвоєнний успіх

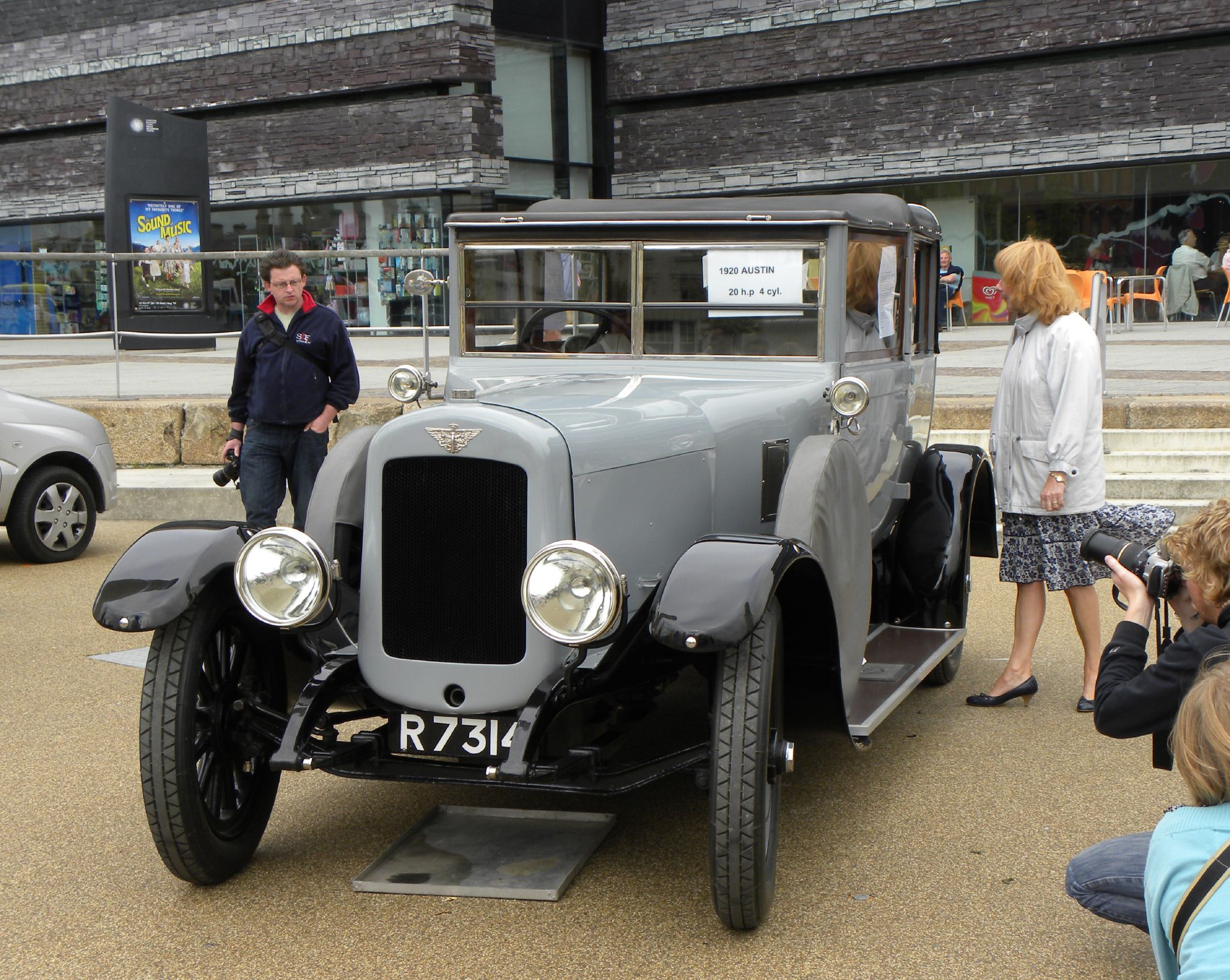
1920 Twenty 3,6-літрове всепогодне купе

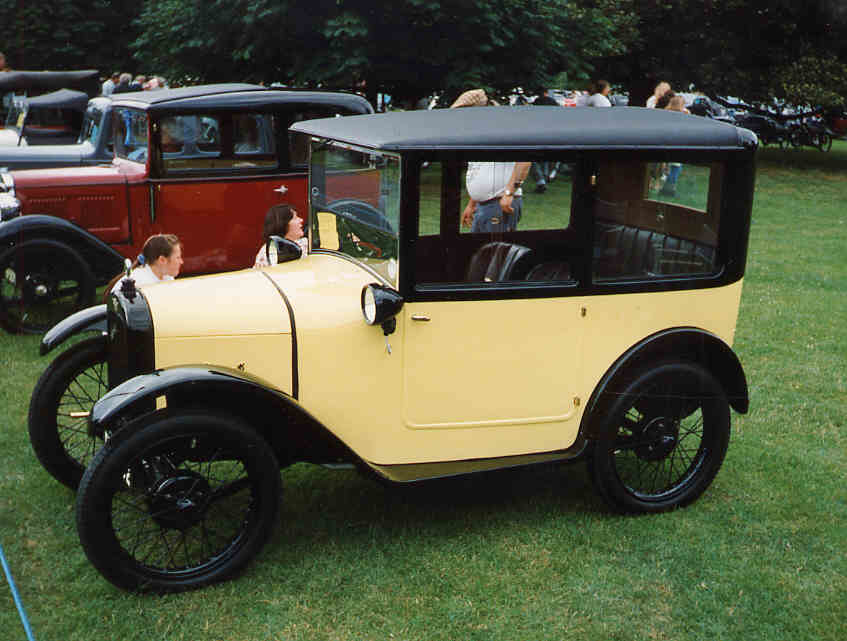
1926 Сім салон

Після війни Герберт Остін вирішив вибрати одну модель на основі двигуна 3620 см³ потужністю 20 к.с. Версії включали автомобілі, рекламу та навіть трактори, але обсягів продажів ніколи не було достатньо, щоб заповнити величезний завод, побудований під час війни. У 1921 році компанія потрапила під контроль, але після фінансової реструктуризації знову піднялася. Хоча Герберт Остін залишався головою, він більше не був керуючим директором, і з того часу рішення приймалися комітетом.
Вирішальним для відновлення стало призначення в 1922 році нового фінансового директора Ернеста Пейтона за підтримки Midland Bank і нового директора заводу, відповідального за виробництво автомобілів, Карла Енгельбаха, за наполяганням комітету кредиторів. Цей тріумвірат Остіна, Пейтона та Енгельбаха керував долею компанії протягом міжвоєнних років.
У прагненні збільшити частку ринку були представлені менші автомобілі, 1661 cc Twelve у 1922 році, а пізніше того ж року, недорогий, простий невеликий автомобіль, один із перших, що вийшов на масовий ринок. Однією з причин ринкового попиту на такі автомобілі, як Austin 7, був британський податковий кодекс. У 1930 році кожен особистий автомобіль оподатковувався відповідно до розміру двигуна, який в американських доларах становив 2,55 долара за кубічний дюйм робочого об'єму поршня. Наприклад, власник автомобіля Austin 7 в Англії, який продається приблизно за 455 доларів США, повинен буде платити щорічний податок на двигун у розмірі 39 доларів США. Для порівняння, в Англії власник автомобіля Ford Model-A мав би платити 120 доларів на рік податку на двигун. Ця система податку на робочий об'єм двигуна була поширеною в інших європейських країнах у 1930-х роках. У якийсь момент «Baby Austin» був виготовлений за ліцензією новоспеченим BMW Німеччини (як Dixi); японського виробника Datsun; як Bantam у Сполучених Штатах; і як Розенгарт у Франції. В Англії Austin був найбільшим виробником автомобілів у 1930 році.

#### Nissan
У 1932 році Datsun (виробник автомобілів під управлінням концерну Nissan zaibatsu) створював автомобілі, що порушували патенти Остіна. З 1934 року компанія Datsun почала виготовляти автомобілі Seven за ліцензією, і ця операція стала найбільшим успіхом закордонного ліцензування Austin своєї сімки. Це стало початком міжнародного успіху Datsun.

### 1939—1958: Воєнні та повоєнні роки

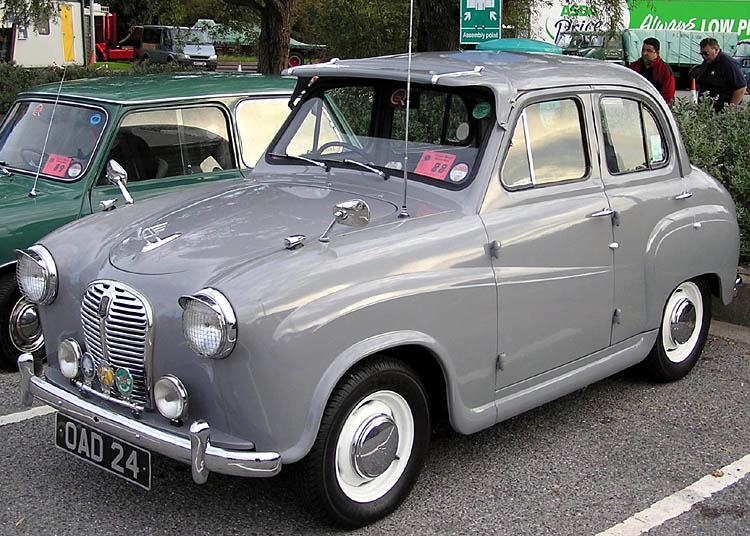
1954 A30

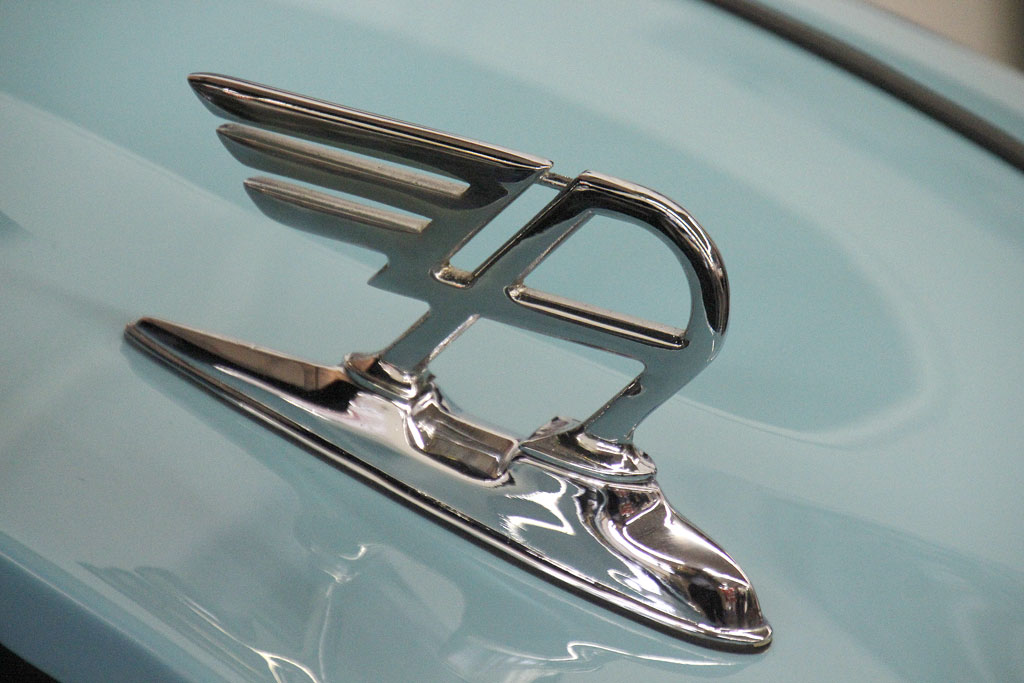
«Крилатий A» на передній частині капота нових масових моделей Austin між 1947 і 1956 роками нагадував «літаючий B» на післявоєнних моделях Bentley

Під час Другої світової війни Остін продовжував будувати автомобілі, але також виготовляв вантажівки та літаки, зокрема бомбардувальники Short Stirling і Avro Lancaster.

#### Остін Англії
З кінця 1950 до середини 1952 року продукти, брошури та реклама відображалися плавним шрифтом Austin of England, наче у відповідь на ініціативу Morris's Nuffield Organization. Він вийшов з ужитку після фінансового злиття з Моррісом у BMC.

#### BMC
У 1952 році Austin Motor Company Limited об'єднала власність, але не ідентичність, із довгостроковим конкурентом Morris Motors Limited, ставши The British Motor Corporation Limited, на чолі з Леонардом Лордом. Вільям Морріс був першим головою, але незабаром пішов у відставку. Лорд, який вирвався з Морріса, заявивши, що «розбере Коулі цеглинка за цеглинкою», забезпечив Остін домінуючим партнером і його (нещодавно розроблені OHV) двигуни були прийняті на більшість автомобілів. Різноманітні моделі дотримувалися політики Морріса та стали версіями одна одної за допомогою значків.

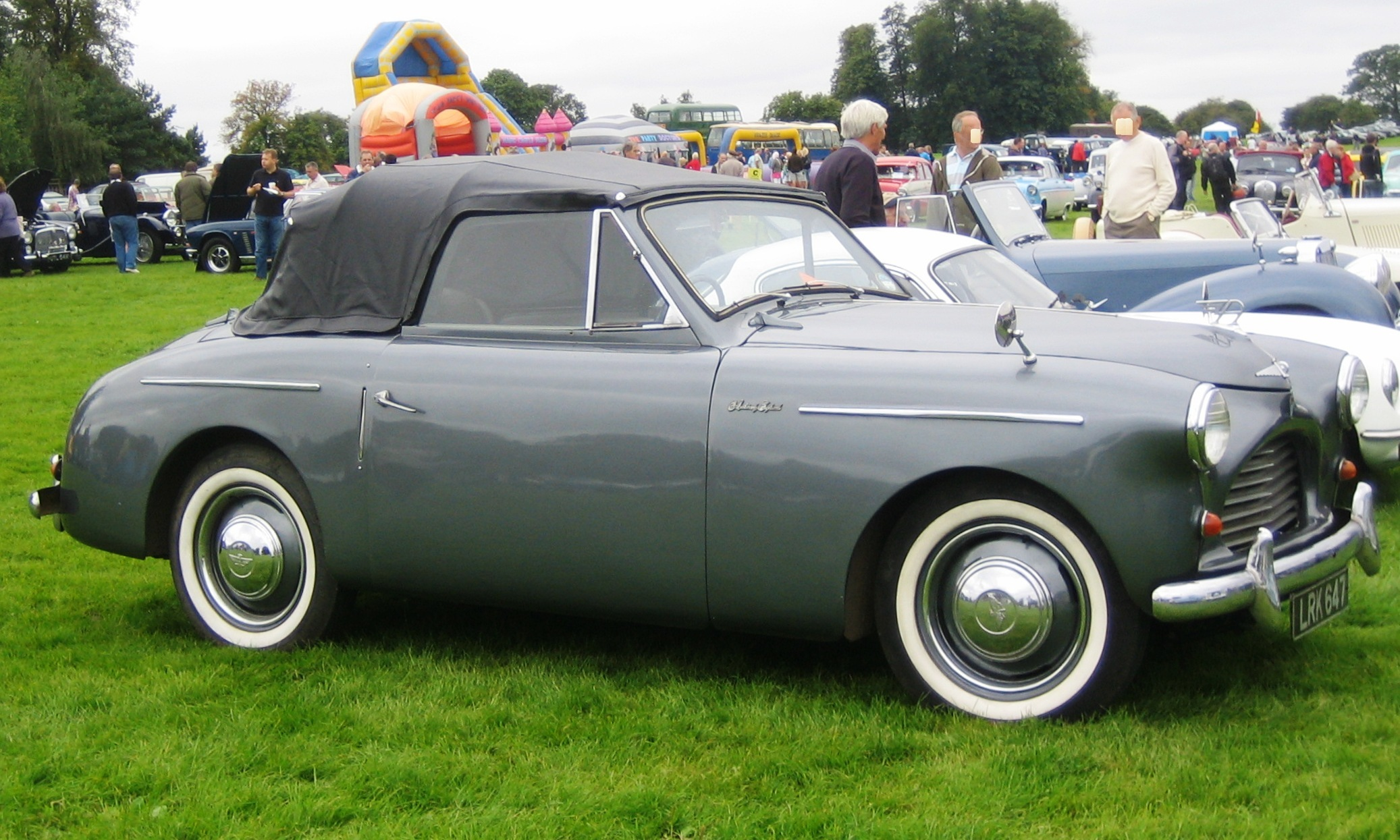
A40 Sports, близько 1951 року

### 1959—1969: Епоха революції

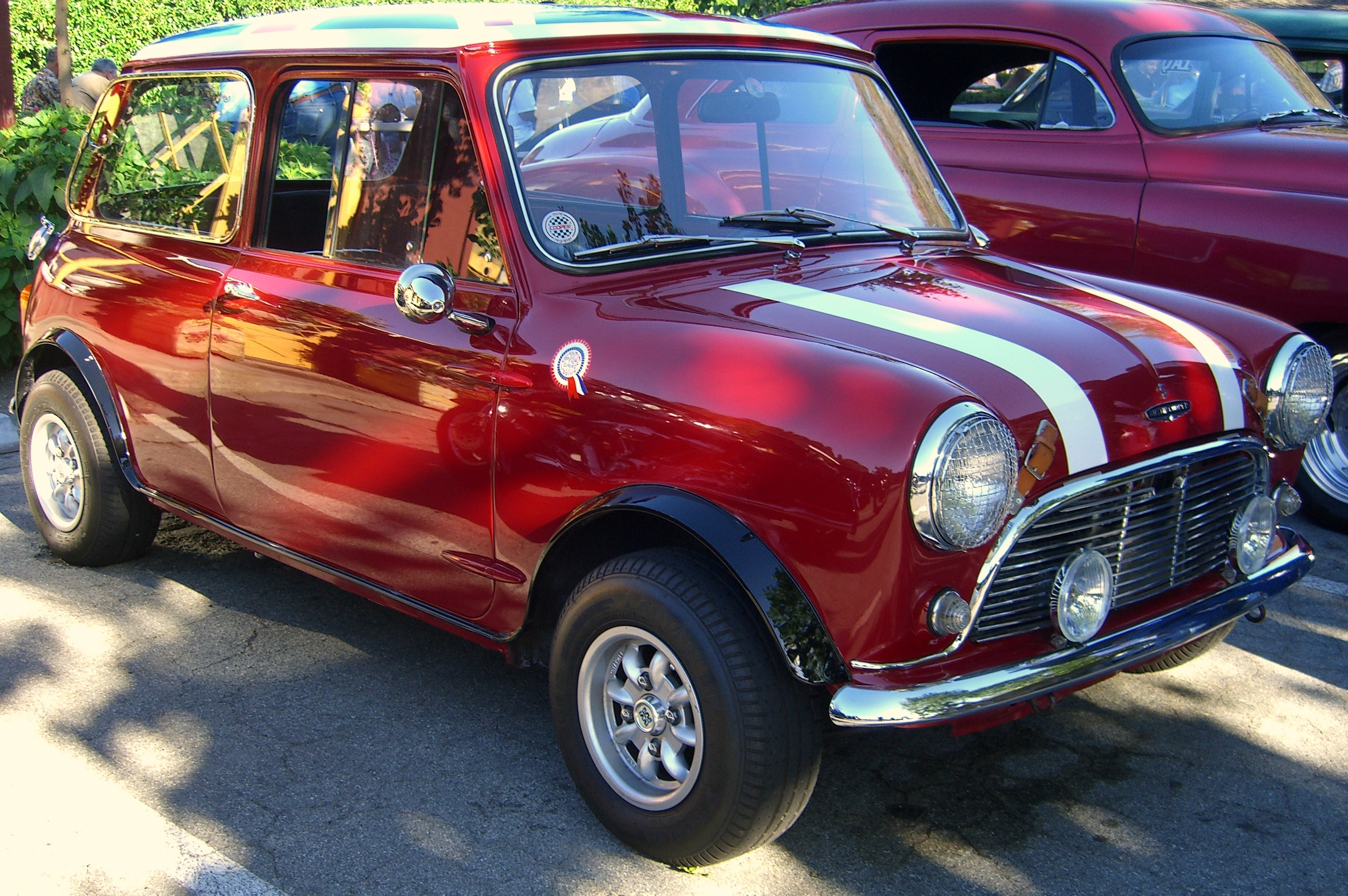
1963 Mini Cooper S

Зважаючи на загрозу постачанню палива в результаті Суецької кризи 1956 року, Лорд попросив Алека Іссігоніса, який працював з Моррісом з 1936 по 1952 рік, розробити маленький автомобіль. Результатом став революційний Mini, випущений у 1959 році. Версія Austin спочатку називалася Austin Seven, але ім'я Morris's Mini Minor привернуло увагу громадськості, і версія Morris перевершила продажі свого близнюка Austin, тому назву Austin було змінено на Mini, щоб наслідувати цей приклад. У 1970 році British Leyland відмовився від окремого бренду Austin і Morris для Mini, і згодом він став просто «Mini» під підрозділом Austin Morris BLMC.
Принцип поперечного розташування двигуна з коробкою передач у картері та приводом передніх коліс був застосований до більших автомобілів, починаючи з 1100 1963 року (хоча версія під маркою Morris була випущена 13 на місяці раніше, ніж Austin, у серпні 1962 року), 1800 1964 року та Maxi 1969 року. Це означало, що BMC витратив 10 років, розробляючи нову лінійку моделей з переднім приводом і поперечним розташуванням двигуна, тоді як більшість конкурентів тільки почали вносити такі зміни.

### 1970—1979: Епоха турбулентності

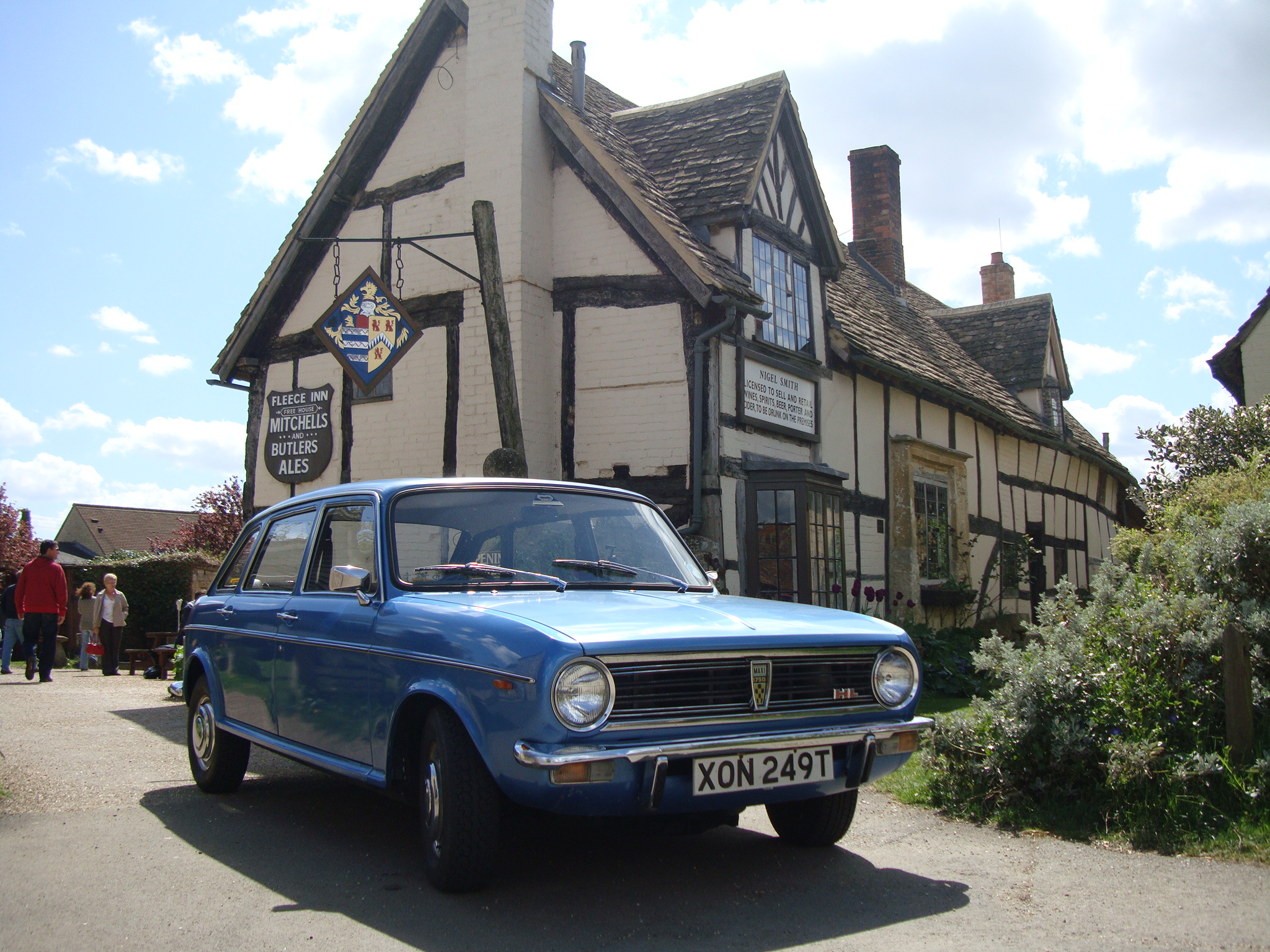
1979 Максі

До 1970 року Austin був частиною комбінату British Leyland. Однією з головних моделей Austin цієї епохи була Allegro 1973 року, спадкоємець серії 1100/1300, яку критикували за її витончений стиль, який приніс їй прізвисько «Летюча свиня», а також за сумнівну якість збірки та байдужу надійність. Він все ще був сильним продавцем у Британії, хоча й не настільки успішним, як його попередник.
У 1975 році була випущена клиноподібна серія 18/22 як Austin, Morris і більш престижна Wolseley. Але через шість місяців її перейменували на Princess і не носили жодного з попередніх значків марки, ставши окремою маркою під підрозділом Austin Morris компанії British Leyland, яка була фактично націоналізована в 1975 році.

### 1980—1989: ера Остіна Ровера

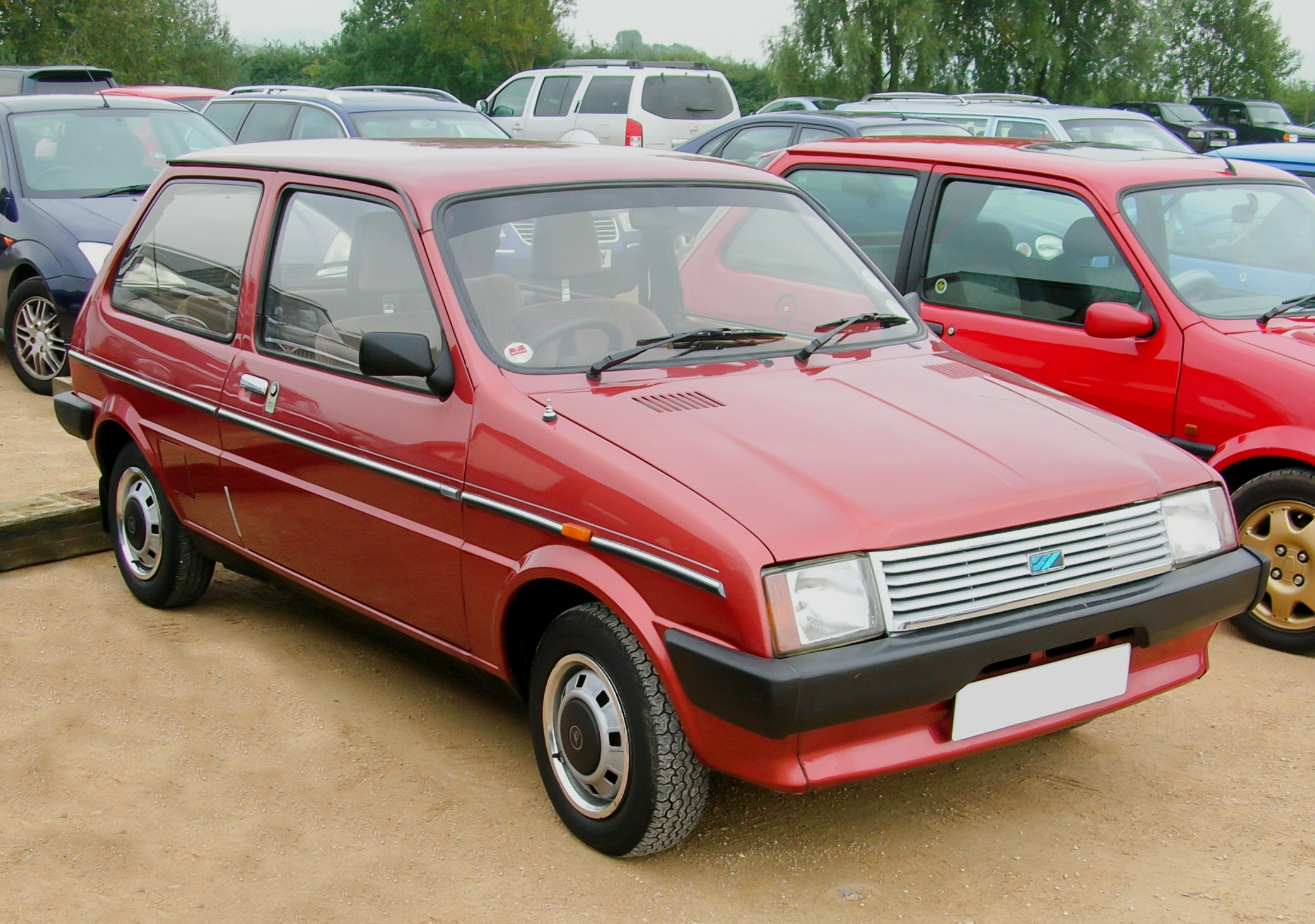
Метро, запущене в 1980 році

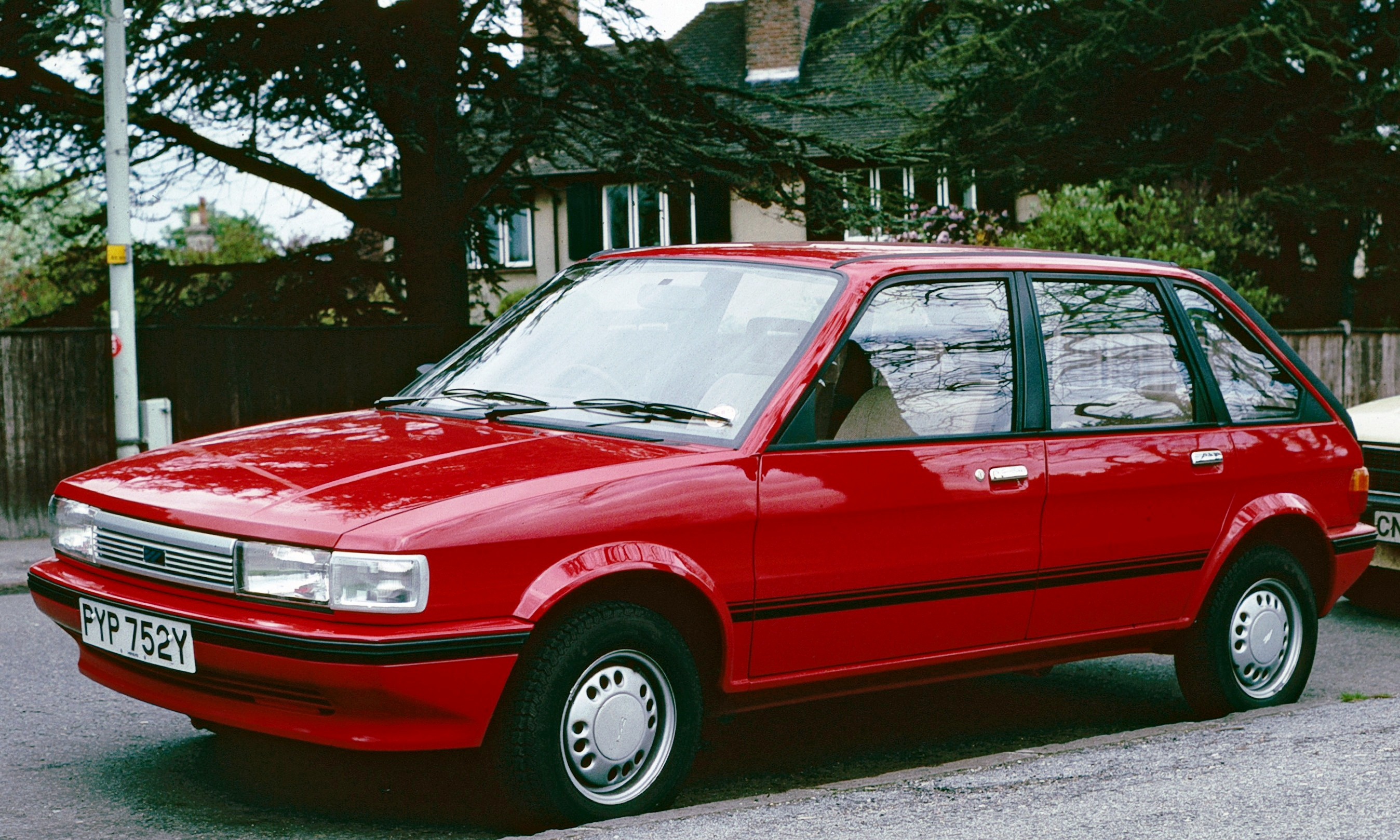
Maestro, випущений у 1983 році

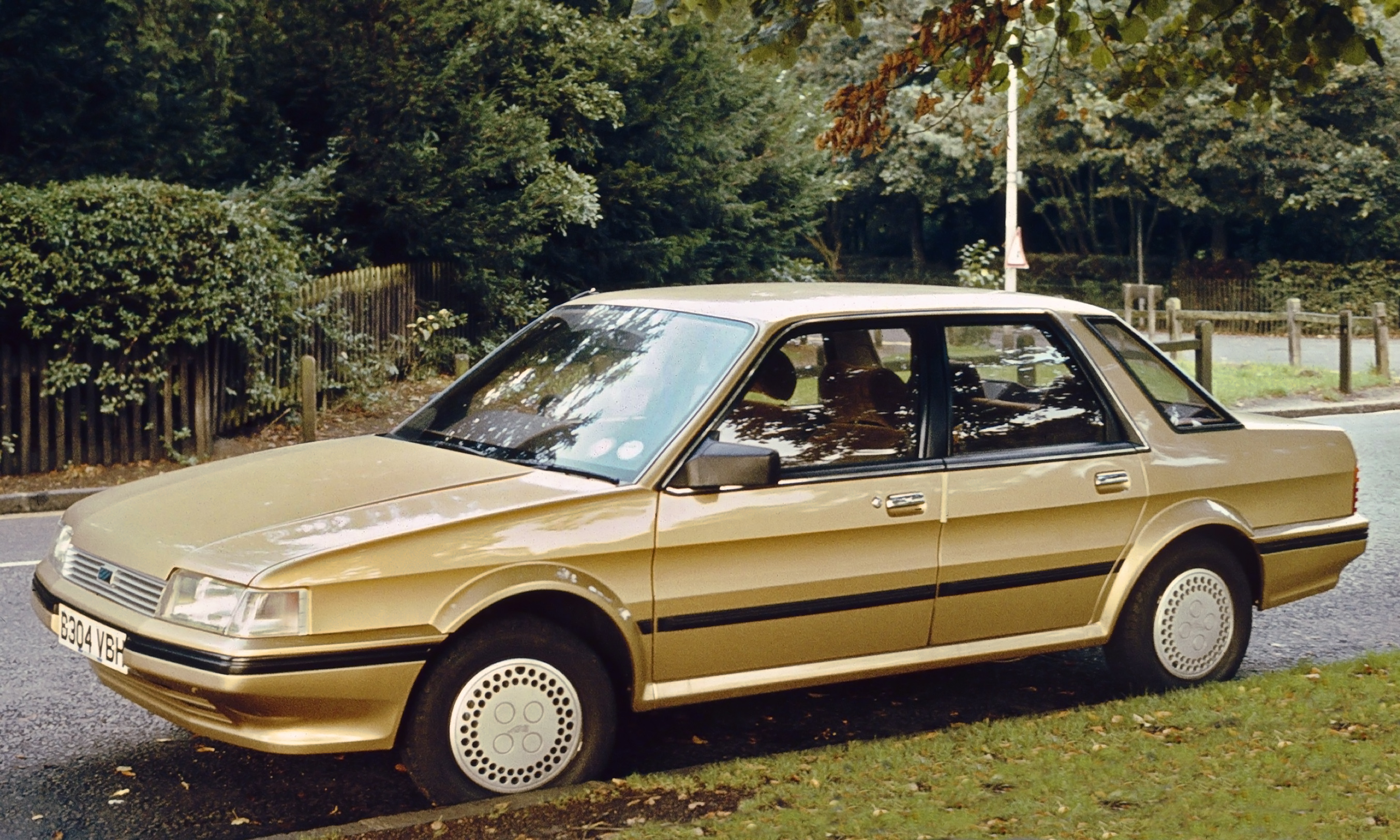
Montego, випущений у 1984 році

Остінський метрополітен, запущений у жовтні 1980 року, був оголошений рятівником Austin Motor Company і всього комбінату BL. Через 21 рік після запуску Mini він дав BL вкрай необхідний сучасний суперміні, щоб конкурувати з нещодавно випущеними моделями Ford Fiesta, Vauxhall Nova, VW Polo та Renault 5. Він миттєво став хітом серед покупців і був одним із найпопулярніших британських автомобілів 1980-х років. Він був задуманий як заміна Mini, але насправді Mini пережив Metro. Він був оновлений у жовтні 1984 року і отримав 5-дверну версію.

### Можливе відродження
Права на назву Austin перейшли до British Aerospace, а потім до BMW, коли вони придбали Rover Group. Згодом права були продані компанії MG Rover, створеній, коли BMW продала бізнес. Після краху та продажу MG Rover Nanjing Automobile Group володіє назвою Austin та історичним складальним заводом Austin у Лонгбриджі. На Нанкінській міжнародній виставці в травні 2006 року Нанкін оголосив, що може використовувати назву Austin на деяких відроджених моделях MG Rover, принаймні на китайському ринку. Однак Нанкін наразі зосереджується на відродженні бренду MG. Бренд MG традиційно використовується для спортивних автомобілів, і Nanjing не має прав на назву Rover, тому відродження назви Austin було б логічним брендом для продажу більш стандартних автомобілів. Можна також стверджувати, що британське ім'я користуватиметься більшою повагою на європейському ринку, ніж китайське. Сама Nanjing Automobile Group об'єдналася в SAIC Motor.

## Завод

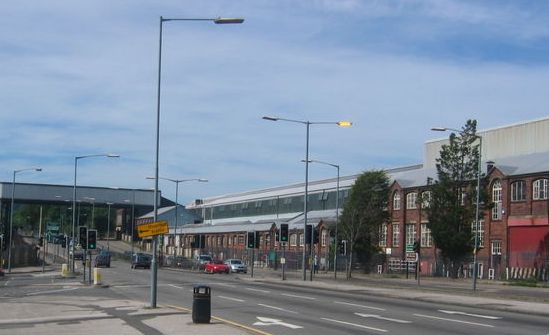
Лонгбриджський завод в Остіні

Остін розпочав свій бізнес у покинутій друкарні в Лонгбріджі, Бірмінгем. Завдяки своїм стратегічним перевагам над заводом Morris 's Cowley на початку 1970-х років Longbridge став головною фабрикою British Leyland. Після припинення виробництва марки Austin у 1987 році Rover і MG продовжували використовувати завод. Крах MG Rover означав, що він не використовувався з 2005 року до відновлення виробництва MG у 2008 році.

## Моделі

### Автомобілі
- Маленькі автомобілі
  - 1910—1911 Остін 7 к.с
  - 1922—1939 Остін 7[en]
  - 1959—1961 Сім, як BMC
  - 1961—1969 Mini, як BMC
  - 1980—1990 Метро, як Остін Ровер
- Маленькі сімейні автомобілі
  - 1911—1915 Остін 10 к.с
  - 1932—1947 Остін 10
  - 1939—1947 Остін 8
  - 1951—1956 A30
  - 1956—1959 A35
  - 1956—1962 A35 Countryman

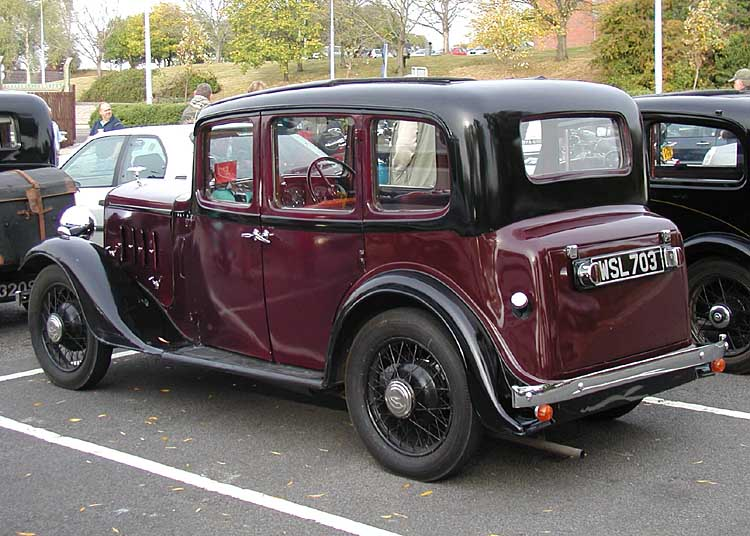
1935 Light 12/6 з корпусом Ascot

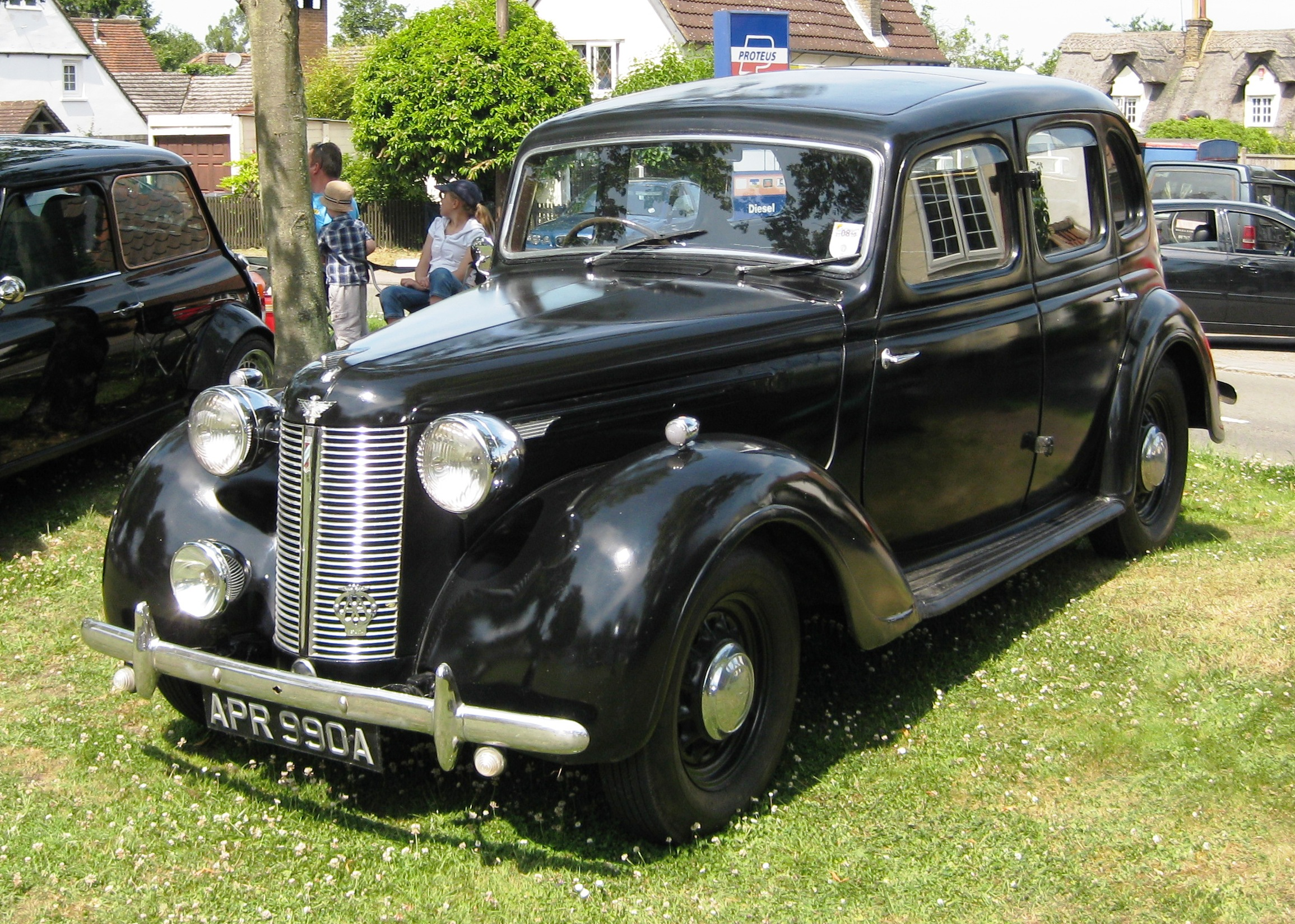
1946 12 (1465 куб.см)

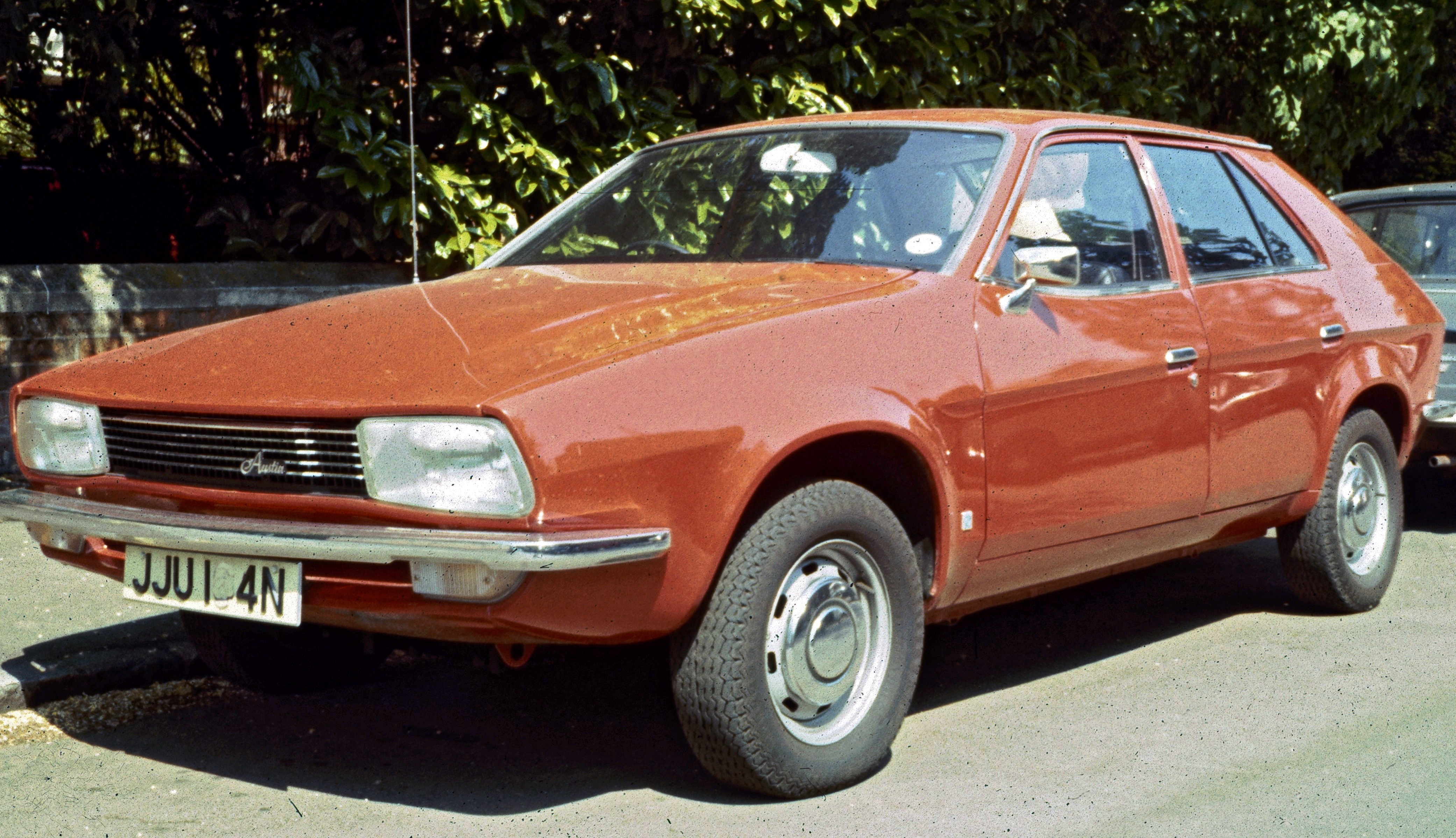
1975 1800 (ADO71)

  - 1954—1961 Неш Метрополітен / Остін Метрополітен
  - 1958—1961 A40 Farina Mk I
  - 1961—1967 A40 Farina Mk II
  - 1963—1974 1100
  - 1967—1974 1300
  - 1973—1983 Алегро

- Великі сімейні автомобілі
  - 1913—1914 Остін 15 к.с
  - 1922—1940 Остін «Важкий» 12
  - 1927—1938 Остін 16 (16/18)
  - 1931—1936 Остін «Світло» 12/6
  - 1933—1939 Остін «Світло» 12/4
  - 1937—1939 Остін 14
  - 1938—1939 Остін 18
  - 1939—1947 Остін 12
  - 1945—1949 Остін 16 к.с
  - 1947—1952 A40 Девон/Дорсет
  - 1948—1950 A70 Гемпшир
  - 1950—1954 A70 Hereford
  - 1952—1954 A40 Сомерсет
  - 1954—1958 A40/A50/A55 Кембридж

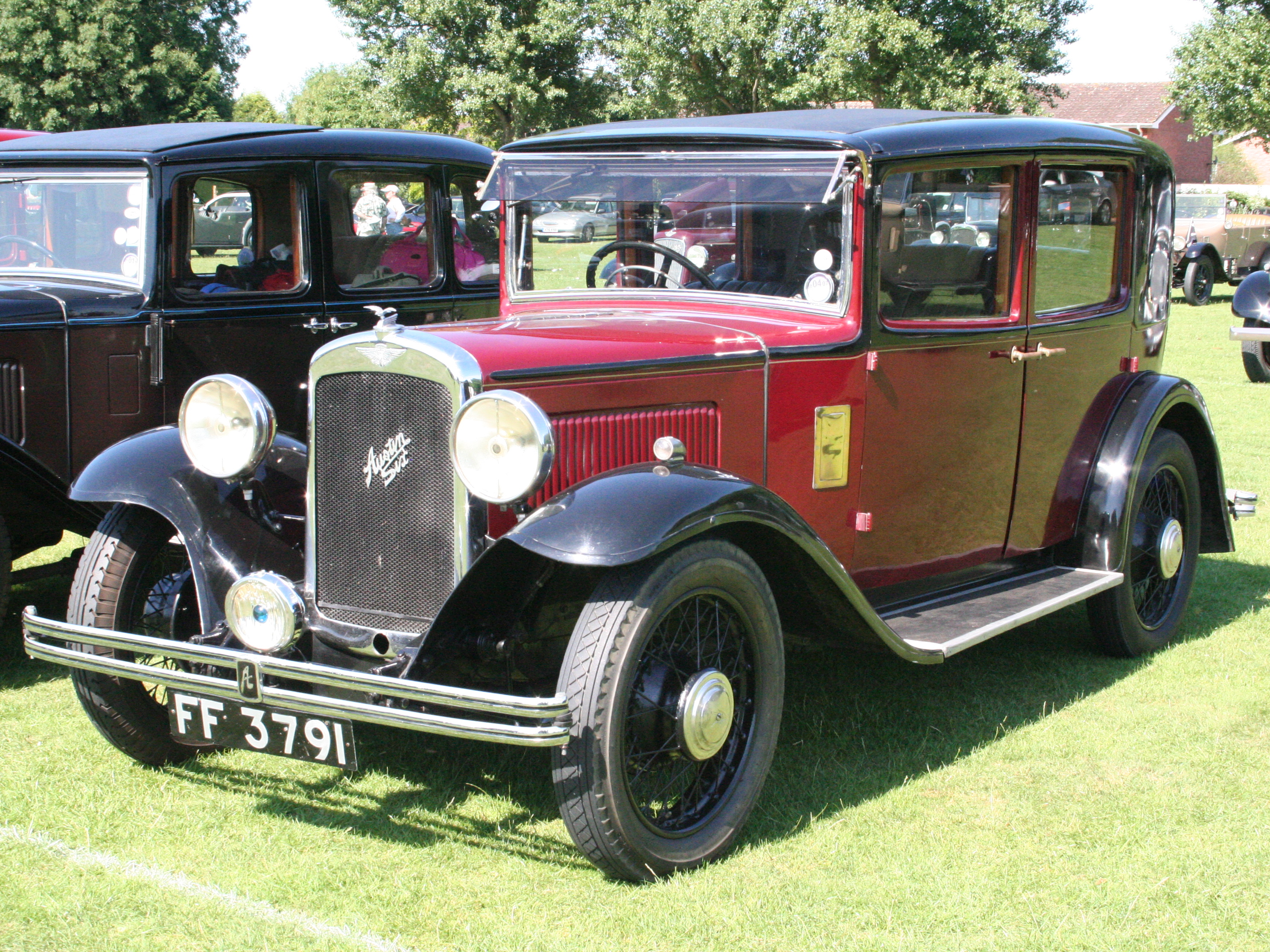
Sixteen Westminster салон 1932

  - 1954—1959 A90/A95/A105 Вестмінстер
  - 1959—1961 A55 Кембридж
  - 1959—1961 A99 Вестмінстер
  - 1961—1969 A60 Cambridge
  - 1961—1968 A110 Вестмінстер
  - 1964—1975 1800/2200 (ADO17)
  - 1967—1971 3-літровий
  - 1969—1981 Максі
  - 1975—1975 1800/2200 (ADO71)
  - 1982—1984 Посол
  - 1983—1994 Маестро
  - 1984—1994 Монтего

- Великі автомобілі
  - 1906—1907 Остін 25/30
  - 1906—1907 Остін 15/20
  - 1907—1913 Остін 18/24
  - 1908—1913 Остін 40 к.с

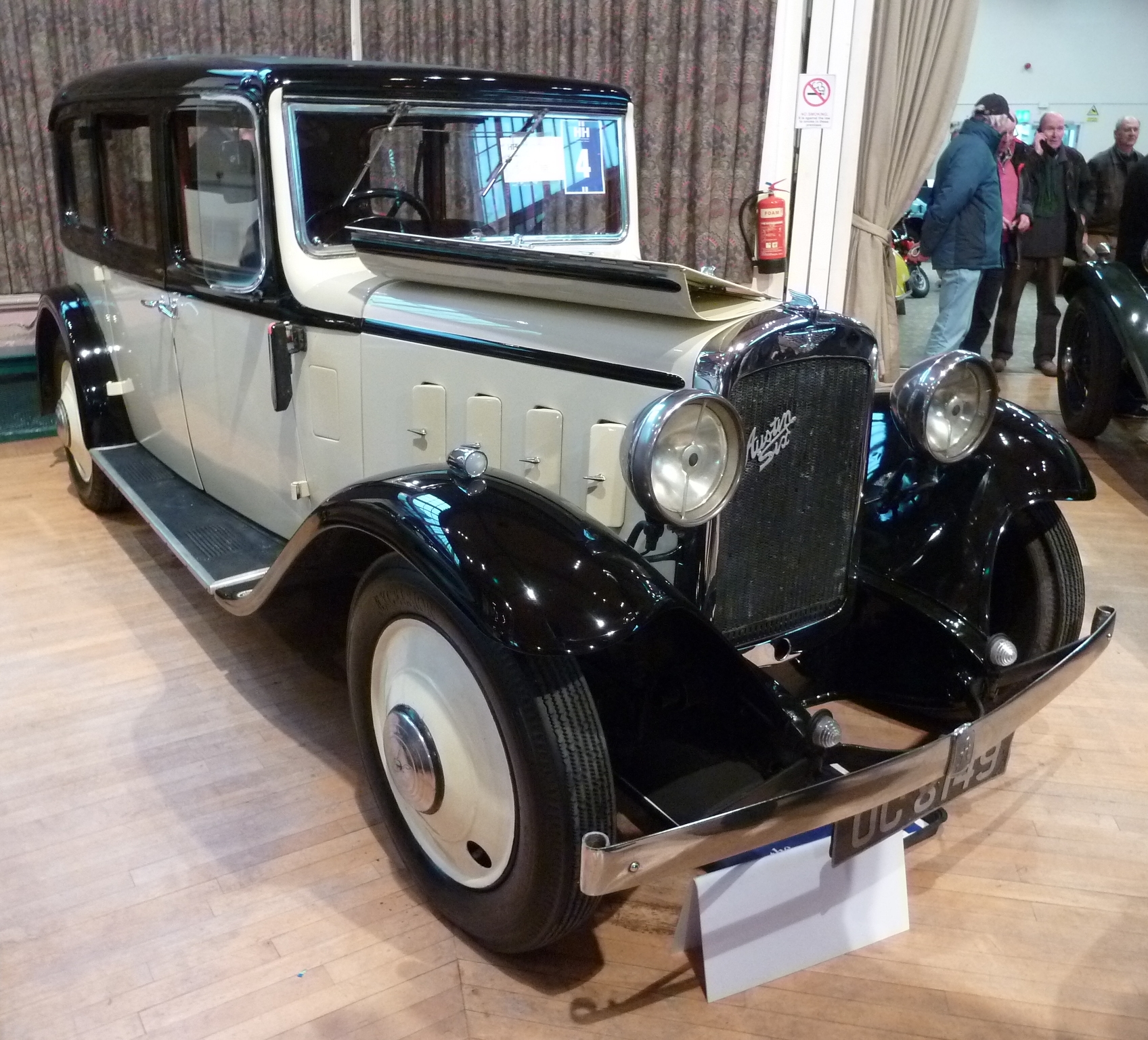
Sixteen Carlton 7-місний 1934 року

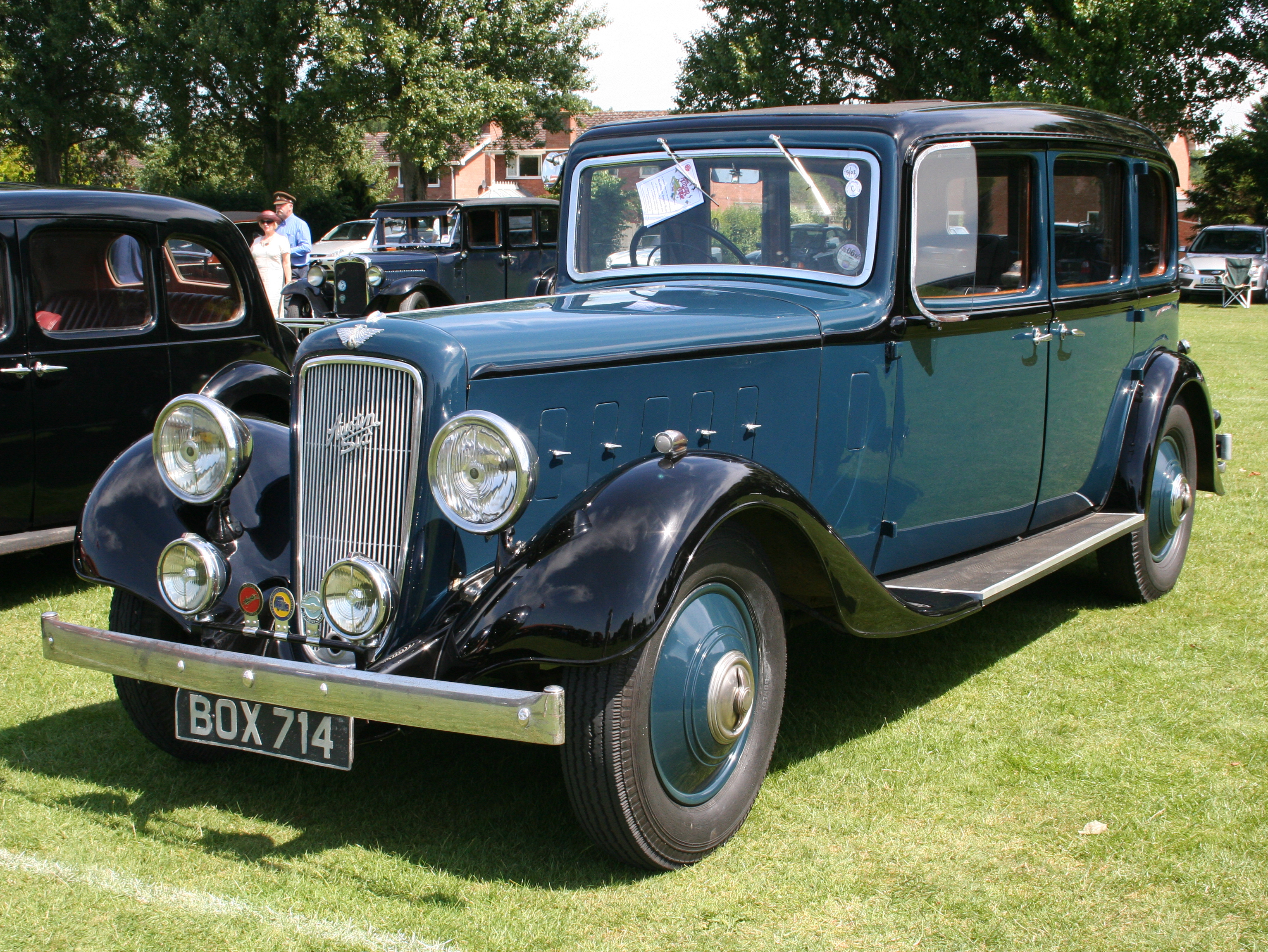
Twenty Mayfair 1936

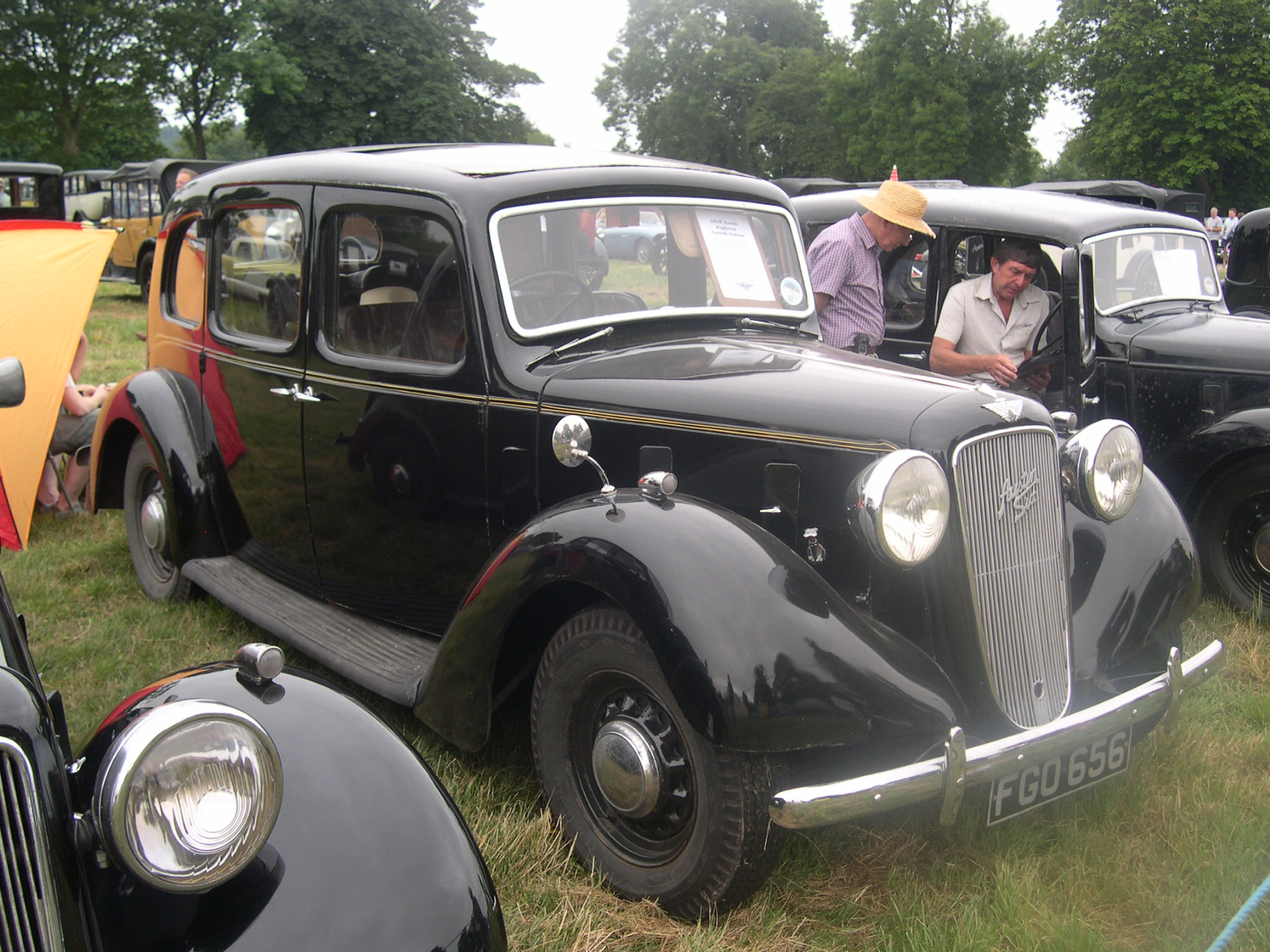
Eighteen Norfolk 1938

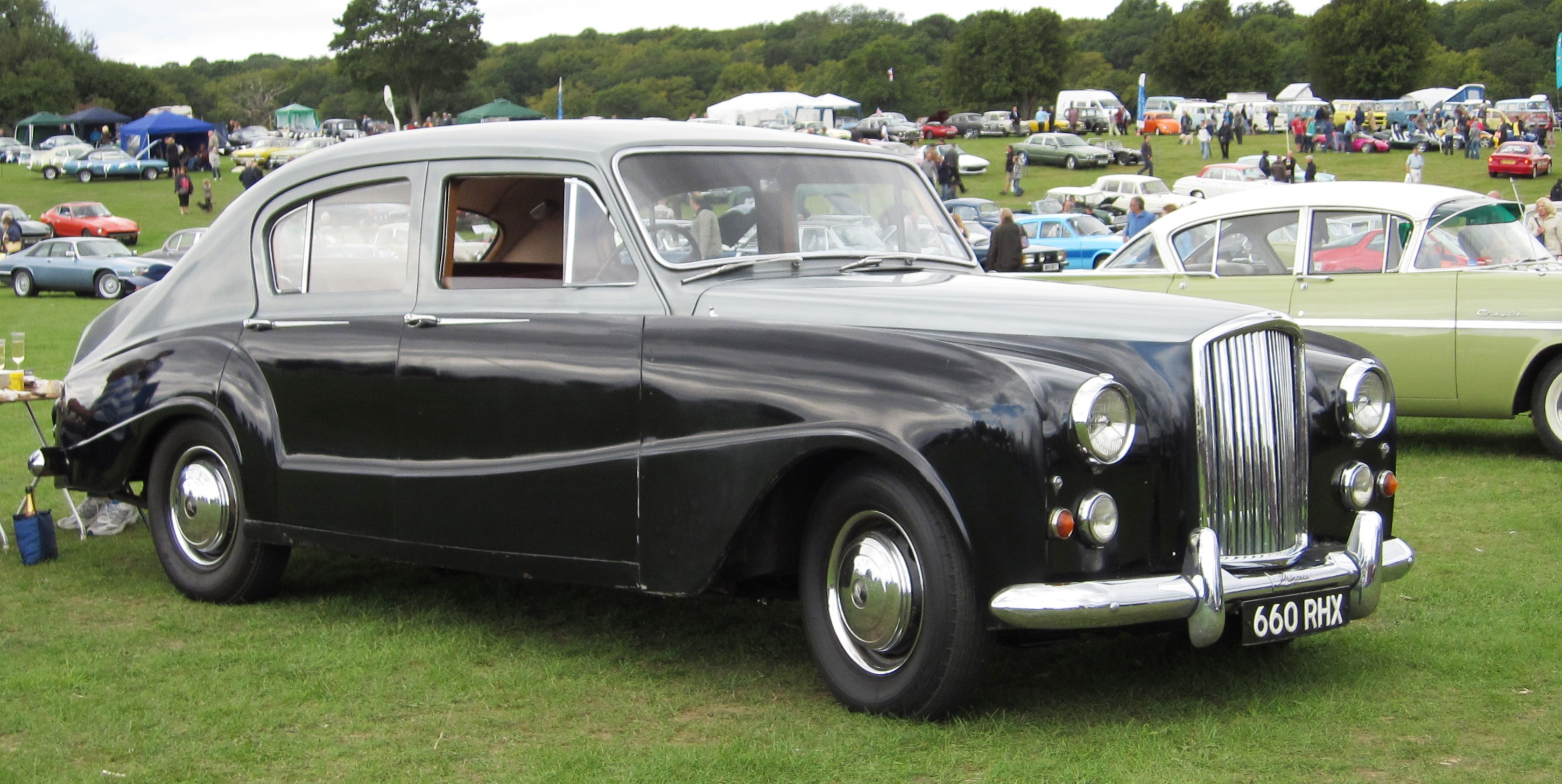
Принцеса IV 1956

  - 1908—1910 Остін 60 к.с. 6-циліндровий
  - 1910—1913 Остін 50 к.с. 6-циліндровий
  - 1912—1918 Остін 20 к.с
  - 1914—1916 Остін 30 к.с
  - 1919—1938 Остін Двадцять
  - 1938—1939 Остін двадцять вісім (28/6)
  - 1947—1954 A110/A125 Sheerline
  - 1946—1956 A120 Princess
  - 1947—1956 A135 Принцеса
  - 1956—1959 Принцеса IV
- Лімузини та ландолети
  - 1906—1907 Остін 25/30
  - 1906—1907 Остін 15/20
  - 1907—1913 Остін 18/24
  - 1908—1913 Остін 40 к.с
  - 1908—1910 Остін 60 к.с. 6-циліндровий
  - 1910—1913 Остін 50 к.с. 6-циліндровий
  - 1912—1918 Остін 20 к.с
  - 1914—1916 Остін 30 к.с
  - 1919—1938 Остін Двадцять
  - 1927—1938 Остін 16 (16/18)
  - 1938—1939 Остін 18
  - 1938—1939 Остін двадцять вісім
  - 1947—1954 A110/A125 Sheerline
  - 1946—1956 A120 Princess
  - 1947—1956 A135 Принцеса
  - 1956—1959 Принцеса IV
- Спортивні автомобілі
  - 1920—1923 Austin Twenty Sports Tourer
  - 1948—1950 A90 Atlantic Convertible
  - 1949—1952 A90 Atlantic Saloon
  - 1950—1953 A40 Sports
  - 1953—1956 Остін-Хілі 100
  - 1958—1970 Остін-Хілі Спрайт
  - 1959—1967 Austin-Healey 3000
  - 1971 Остін Спрайт
- Австралійські автомобілі Austin
  - 1958—1962 Остін Лансер
  - 1962—1966 Остінська автострада
  - 1970—1973 Остін Кімберлі /Тасман

### Військова техніка

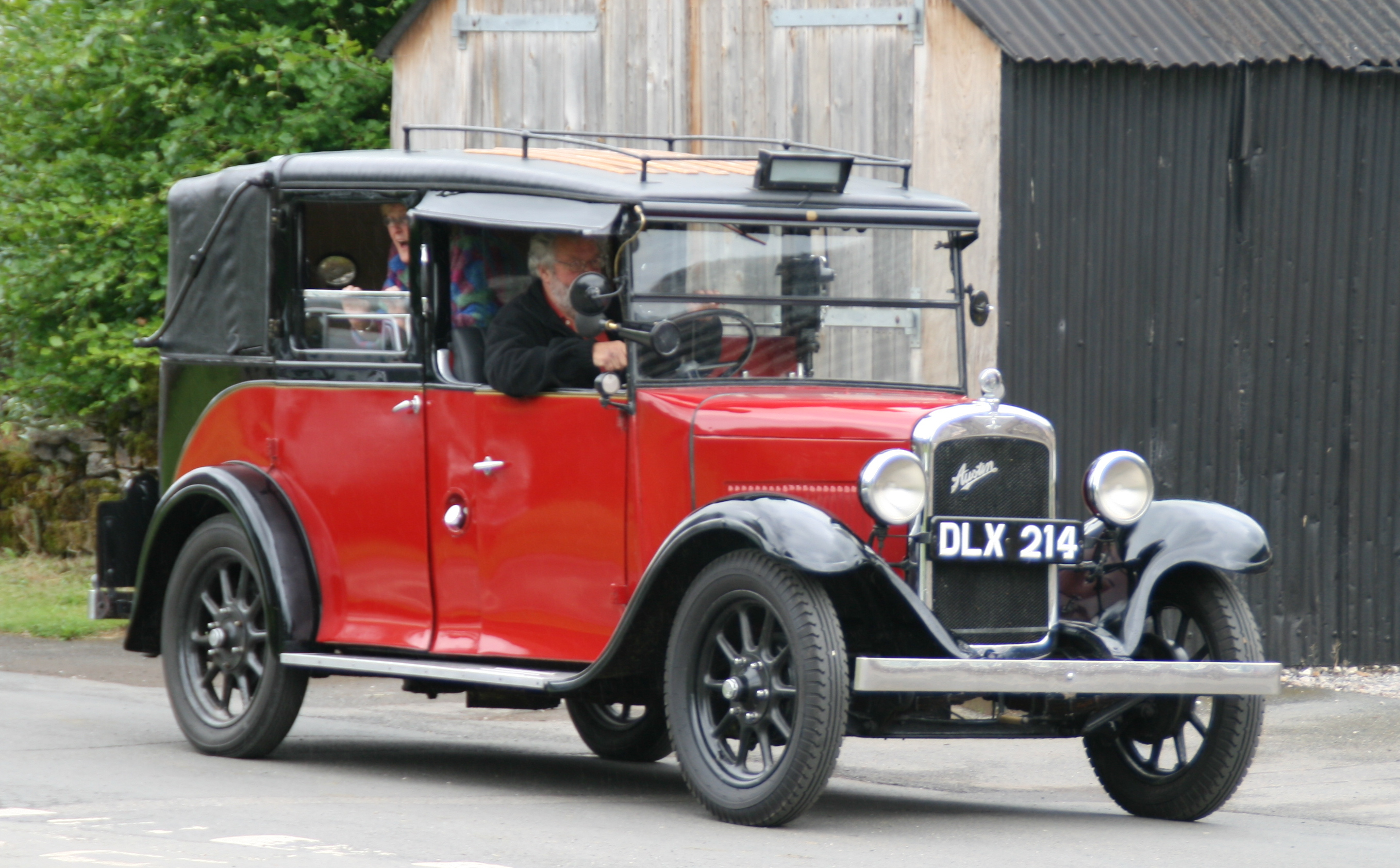
1937 р. low-loader

- Бронеавтомобіль Остін — БТР Першої світової війни
- «Car, Light Utility 4 x 2» — універсальна («Tilly») версія автомобіля Austin Ten, виробленого під час Другої світової війни
- Остін К2
  - Austin K2/Y — військова санітарна машина часів Другої світової війни
  - Пожежна машина Austin K2, також використовувалася Національною пожежною службою та після війни як квадроцикл
- Austin K4 — вантажівка
- Austin K5 — вантажівка загального обслуговування та артилерійський носій
- Остін К6
- 1958—1967 Остін Джипсі
- Остін Чемп
- в. 1968 Остін Ант

### Лондонські таксі
- 1929—1934 рр. Austin 12 Таксі High Lot
- 1934—1939 Таксі Austin 12 Таксі Low Loader
- 1938—1939 рр. Austin 12 Таксі Flash Lot
- 1948—1958 Austin FX3
- 1958—1997 Austin FX4 — Лондонське таксі

### Карети швидкої допомоги
- LD3
- Друга світова війна Austin K2/Y

### Комерційні автомобілі

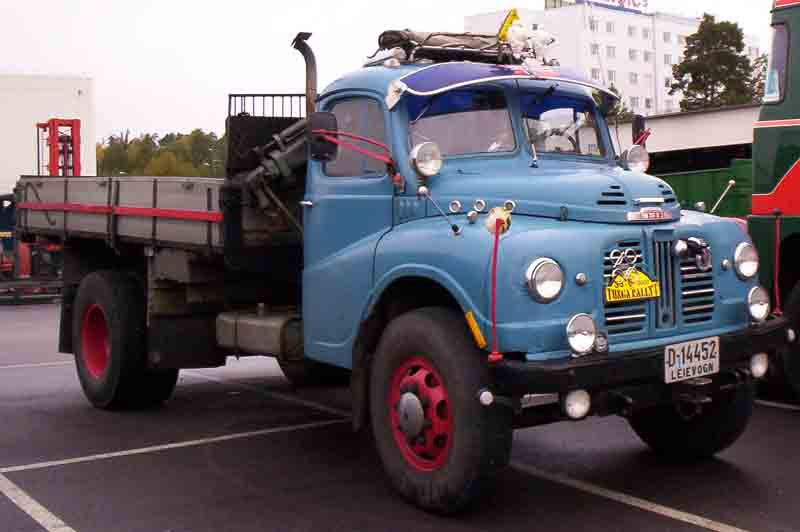
Вантажівка LWB 1954 р.в

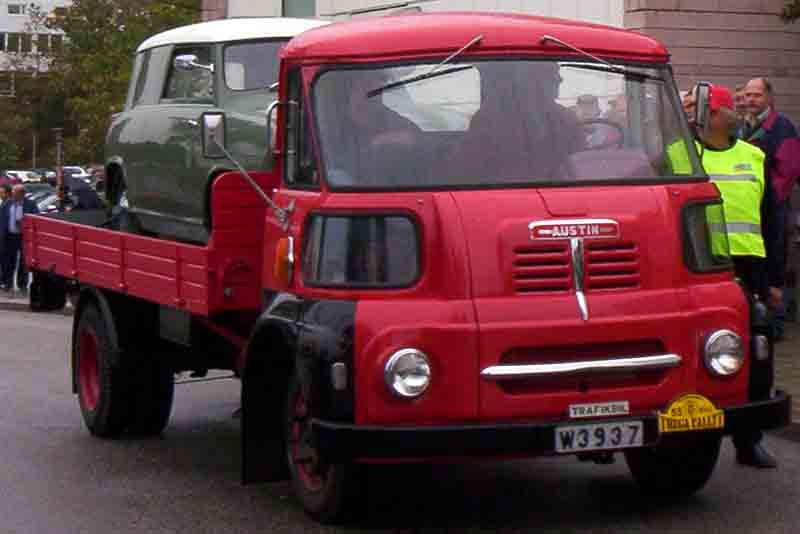
Вантажівка A200FT 1962 року

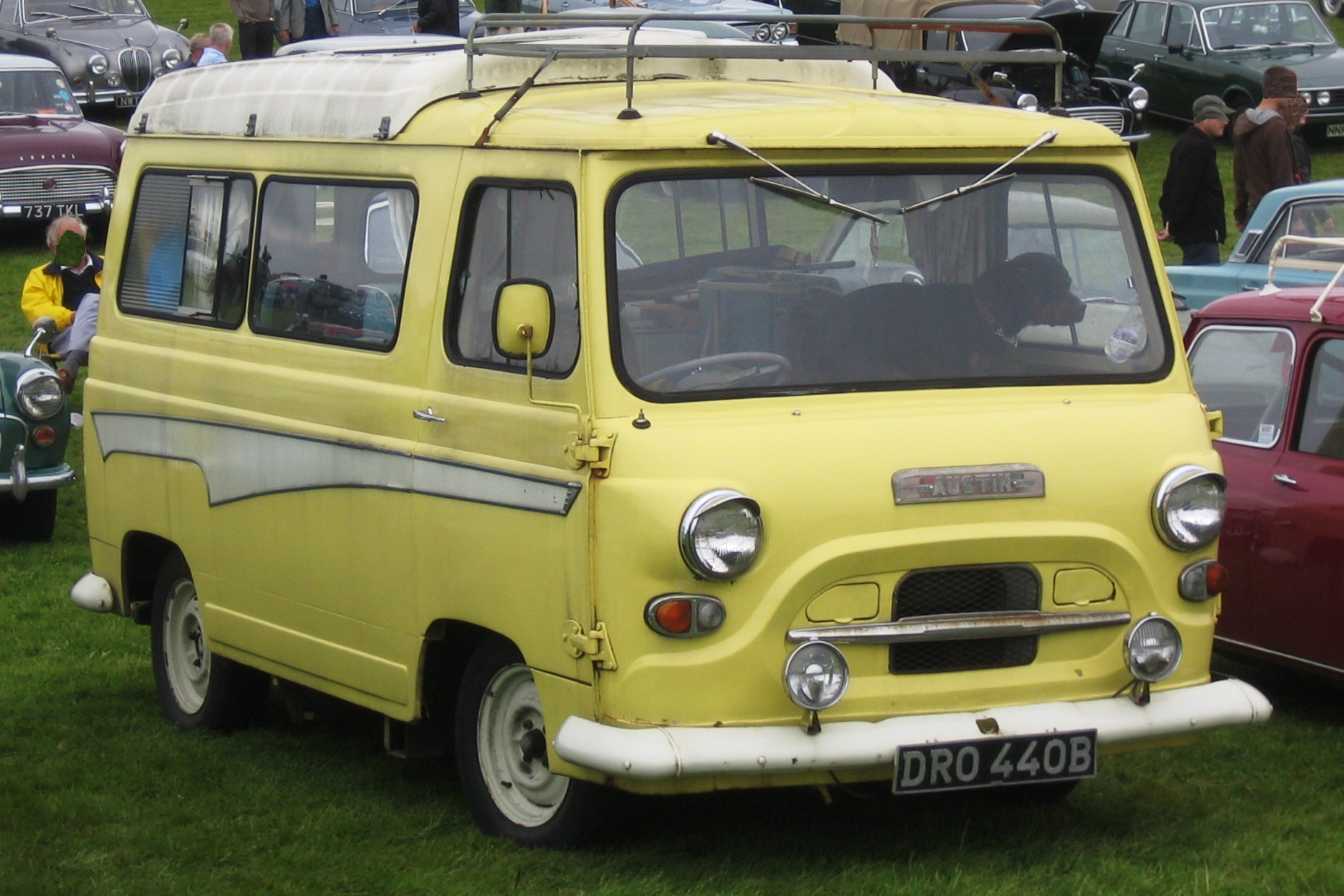
Легкий фургон c. 1964 рік

- Остін також виготовляв комерційні автомобілі, одним із яких був FG, раніше Morris FG. FG був робочою конячкою, завдяки якій Британія працювала в 1960-х роках. Усі ці Austin FG, а пізніше Leyland FG мали бензинові або дизельні двигуни з довгим ходом, які виробляли хороший крутний момент, але дуже мало впливали на швидкість (40 миль/год була хорошою швидкістю для цих транспортних засобів). Leyland мали взяти на себе FG, але перед тим, як вони це зробили, у 1964 році BBC (Британська телерадіомовна корпорація) замовила шість рухомих шасі FG, які були виготовлені компанією Middlesex, Palmer Coachbuilders. Ці шість транспортних засобів, реєстраційні номери від 660 GYE до 666 GYE, були автомобілями для трансляції декорацій на відкритому повітрі.

### Літак
Під час Першої світової війни Остін створював літаки за ліцензією, включно з Королівським авіазаводом SE5a, але також виготовив ряд власних конструкцій. Жоден із них не перейшов стадію прототипу. Вони включали:
- Austin-Ball AFB1 (винищувач)
- Austin AFT3 (винищувач)
- Остін Грейхаунд (боєць)
- Остін Кестрел (двомісний біплан)
- Остін Оспрей (боєць)
- Остін Уіппет (післявоєнний цивільний літак)